# Valentina Espinosa
Valentina Espinosa Guzmán (Cartagena de Indias, Colombia, 17 de enero de 1998)es una modelo, reina de belleza y presentadora de televisión colombiana, reconocida por haber sido la representante del departamento de Bolívar en la 68.a edición del Concurso Nacional de Belleza, donde obtuvo el título de Señorita Colombia.

## Biografía

### Primeros años y estudios
Valentina Espinosa nació en Cartagena de Indias, Colombia, el 17 de enero de 1998. Espinosa cursó sus estudios secundarios en el Aspaen Gimnasio Cartagena de Indias. Posteriormente se graduó como comunicadora social y periodista de la Universidad del Norte, en la ciudad de Barranquilla.

### Televisión
Debutó en televisión en el año 2025 como presentadora de la sección de entretenimiento de Noticias Caracol.

## Carrera en los concursos de belleza

### Señorita Bolívar 2021
En 2021, fue elegida como Señorita Bolívar, lo que le permitió representar a dicho departamento en el Concurso Nacional de Belleza celebrado en noviembre del mismo año.

### Señorita Colombia 2021
La edición número 68 del Señorita Colombia se llevó a cabo en Cartagena de Indias durante noviembre de 2021. Espinosa fue una de las candidatas favoritas desde el inicio de la competencia y fue finalista en el premio de Belleza Integral. El 14 de noviembre de 2021 se realizó la velada de elección y coronación. Espinosa fue elegida Señorita Colombia, siendo la séptima representante del departamento de Bolívar en obtener este título. La última había sido Natalia Navarro en 2009

### Miss Supranacional 2022
Como parte de sus funciones como Señorita Colombia, representó al país en el certamen internacional Miss Supranacional 2022, celebrado en Polonia. En el concurso obtuvo los títulos de Supra Model América y Miss Supranacional América, además de clasificarse entre las doce semifinalistas.

## Filmografía

### Televisión
| Año              | Título           | Rol          | Canal              | Ref    |
| ---------------- | ---------------- | ------------ | ------------------ | ------ |
| 2025- actualidad | Noticias Caracol | Presentadora | Caracol Televisión | [ 10 ] |